# Romuald Mazurek
Romuald Mazurek (ur. 27 maja 1929 w Wilnie, zm. 20 lutego 2013) – polski siatkarz, reprezentant Polski, następnie wieloletni pracownik Urzędu Dozoru Technicznego.

## Życiorys
W młodości był siatkarzem CWKS Warszawa. Ze swoją drużyną wywalczył Puchar Polski w 1952, brązowy medal mistrzostw Polski w 1952 i 1955, wicemistrzostwo Polski w 1956, 1957, 1958, 1959 i jeszcze jeden brązowy medal mistrzostw Polski w 1960. W latach 1956–1959 zagrał w 36 meczach reprezentacji Polski seniorów, w tym na mistrzostwach świata w 1956 (4. miejsce) i mistrzostwach Europy w 1958 (6. miejsce).
W latach 1959–2005 był pracownikiem Urzędu Dozoru Technicznego, m.in. w latach 1988–1996 wiceprezesem, następnie rzecznikiem prasowym. Był odznaczony Krzyżem Kawalerskim Orderu Odrodzenia Polski, Złotym Krzyżem Zasługi oraz Srebrnym Medalem „Za zasługi dla obronności kraju”.